# Dolení Paseky
Dolení Paseky (německy Unterpassek) jsou vesnice, část obce Světlá pod Ještědem v okrese Liberec. Nachází se asi dva kilometry západně od Světlé pod Ještědem. Dolení Paseky leží v katastrálním území Rozstání pod Ještědem o výměře 5,27 km².

## Historie
První písemná zmínka o vesnici pochází z roku 1749.

## Další fotografie

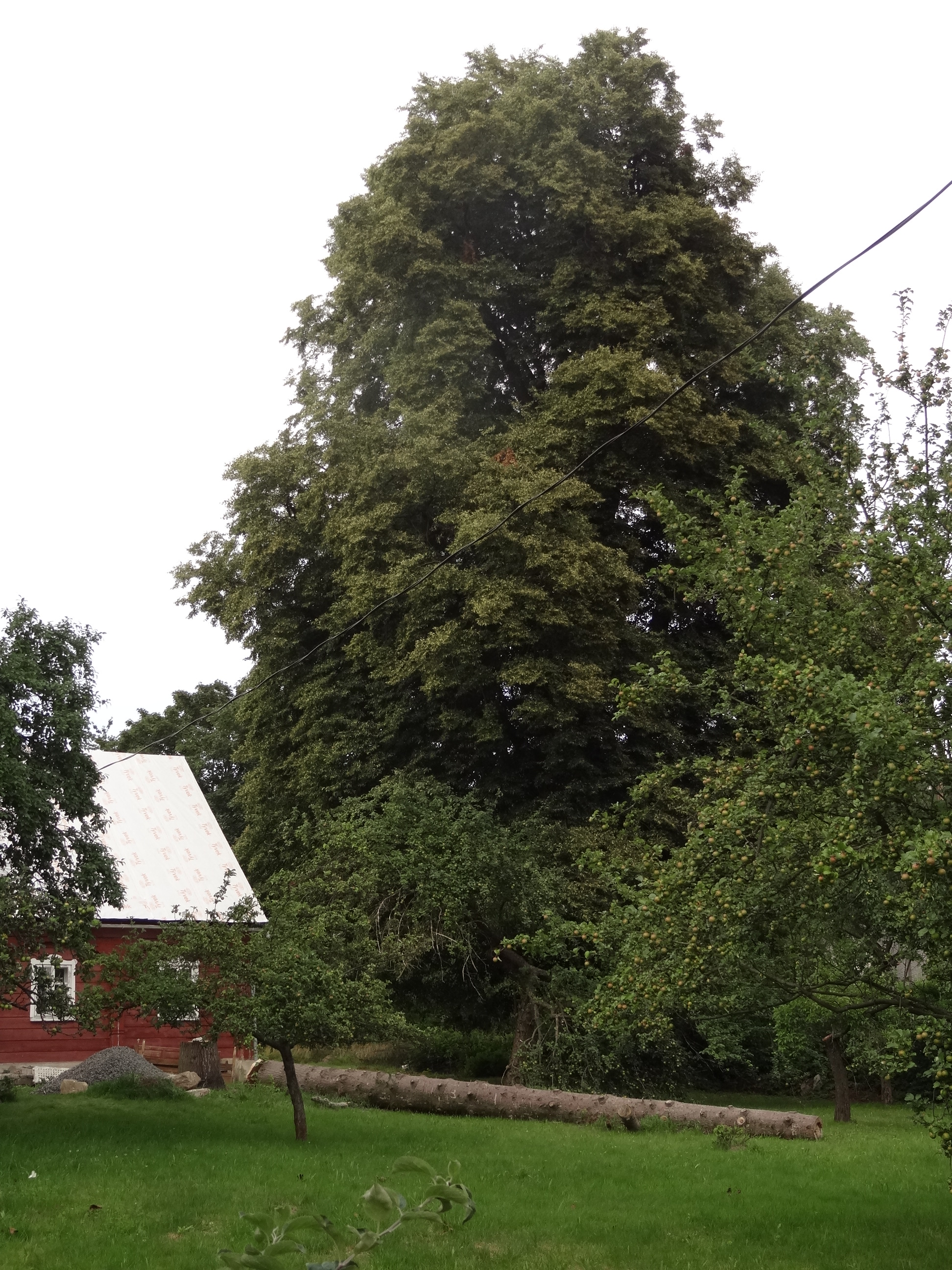
Památná lípa malolistá při čp. 12
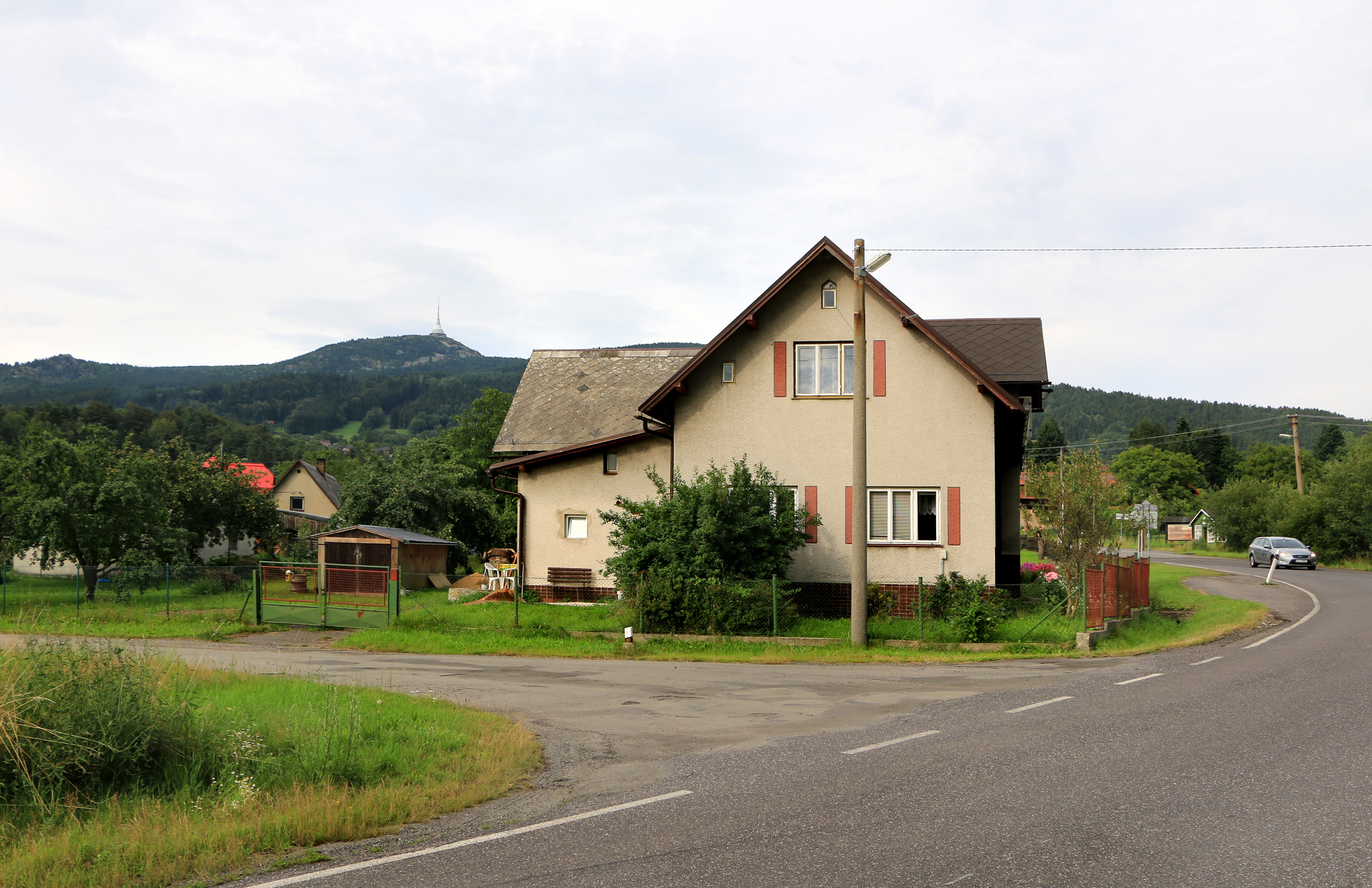
Jižní část vsi a Ještěd
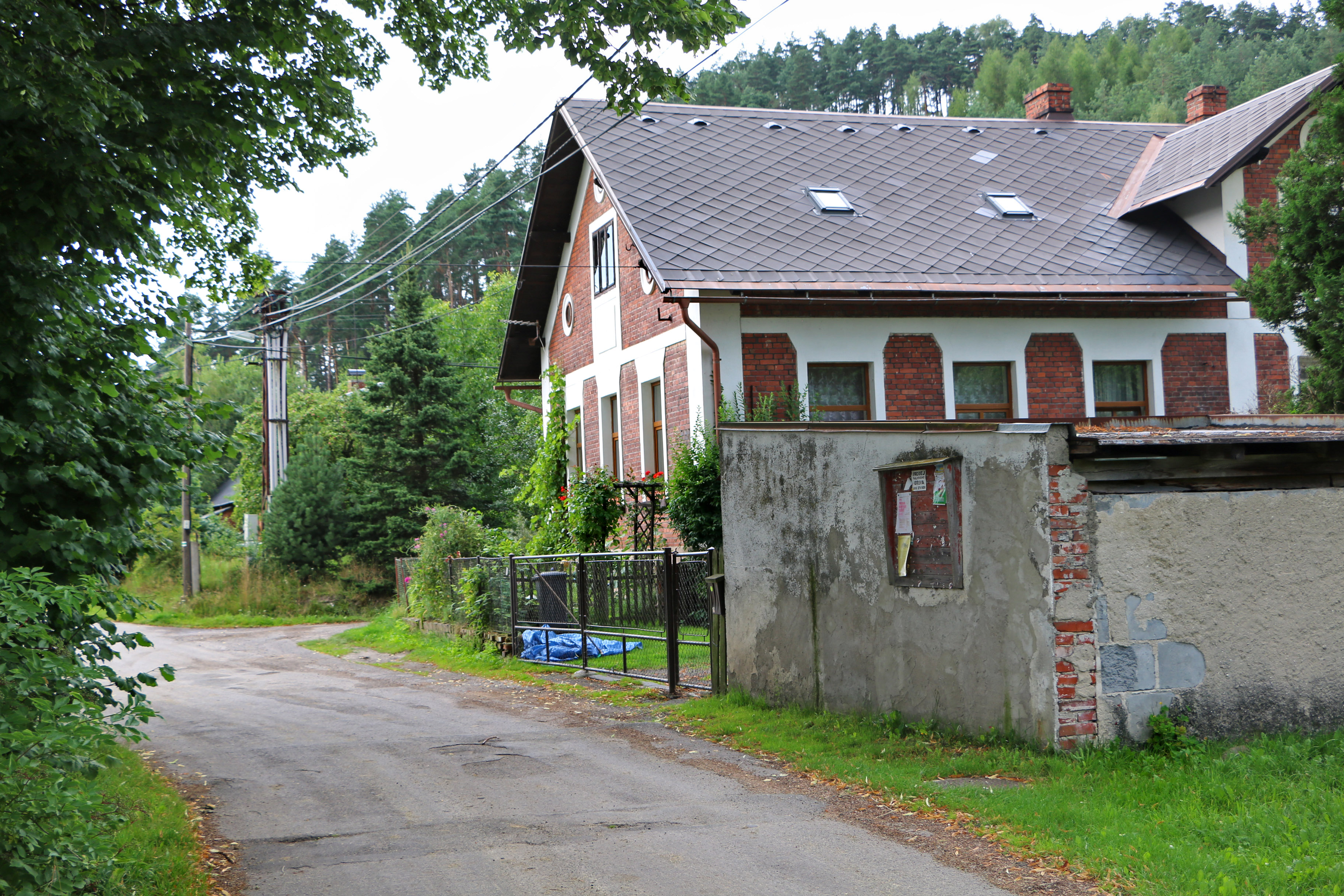
Dům čp. 18